# 平山みき
平山 みき（ひらやま みき、旧芸名：平山 三紀、1949年8月22日 - ）は、日本の女性歌手である。所属事務所は芸映→イエローライオン。身長160cm（1972年3月）。
東京都大田区出身。日本音楽高等学校（現在の品川学藝高等学校）を卒業した。実姉はミス・エールフランスコンテストに合格後松竹の女優となり、後に歌手として活動した平山洋子である。

## 来歴・人物
高校在学中から銀座の「メイツ」で、スタンダードジャズナンバーやポップスを歌う。
1970年（昭和45年）、「ビューティフル・ヨコハマ」でデビューし、その鼻にかかった強烈なハスキーボイスが話題を呼ぶ。（作曲者の筒美京平は、当初、B面の「さよならのブルース」の方をA面にしたいと考えていたという。）　翌1971年（昭和46年）、2枚目のシングル「真夏の出来事」がオリコン最高位5位と大ヒットする。続く「ノアの箱舟」も10万枚を売り上げるヒットを記録しスター歌手への仲間入りを果たす。1972年（昭和47年）「フレンズ」がヒットし後に多くのアイドルによってカヴァーされた。初期の楽曲はほとんどが、作詞家・橋本淳と作曲家・筒美京平のコンビによる作品であり、「筒美京平の秘蔵っ子」的な存在と言われた。
その後もアルバムでは1981年（昭和56年）に近田春夫のプロデュースで『鬼ヶ島』、1987年（昭和62年）には『キャバレー・ガール』、1993年（平成5年）にはサンディー&サンセッツとのコラボレートによる『平山みきのエキゾチカ大魔境』と意欲的な作品を発表し続けた。シングルも1987年に出した『冗談じゃない朝』で再びクローズ・アップされ、2001年（平成12年）には新曲『パーフェクト・サマータイム』をリリースするなど、自らのペースを保ちながら現在も音楽活動を続けている。
1977年（昭和52年）にばんばひろふみと結婚したが、2005年（平成17年）に離婚した。2006年（平成18年）久々の新アルバム『This is Miki Hirayama』を発表。黄色がラッキーカラーで、近年では必ずといってもいいほど黄色でコーディネートした衣装で歌う。

## ディスコグラフィ

### シングル
1. ビューティフル・ヨコハマ／さよならのブルース（1970年11月10日、P-102）64位
2. 真夏の出来事／ブン・ブン（1971年5月25日）5位
3. ノアの箱舟／心のとびらをノックして（1971年10月25日）19位
4. フレンズ／20才の恋（1972年3月1日※あるいは10日）36位
5. 希望の旅／いつか何処かで（1972年6月10日）65位
6. 月曜日は泣かない／潮風の季節（1972年10月1日）67位
7. 帰らない恋／思い出の朝（1973年3月10日）
8. 銀河のはてに／私の場合は…（1973年7月10日）
9. 恋のダウン・タウン／他人の噂（1973年11月1日※あるいは10月10日）82位
10. 熟れた果実／遊びの味（1974年6月1日）
11. 愛の戯れ／麦の匂い（1975年2月1日）
12. 真夜中のエンジェル・ベイビー／私に触れないで（1975年8月1日）
13. やさしい都会／あなたの来る店（1976年10月1日）
14. マンダリンパレス／ピロートーク（1979年4月25日）
15. KIZUNA 絆／パープル（1979年12月21日）
16. サイレン（Siren Girl）／ヨコスカ・マドンナ（1984年4月21日）
17. 冗談じゃない朝（Lonely Girl）／バラの奇跡（1987年7月22日）86位
18. ヴァイア・コンディオス／マンダリン パレス（1988年2月）
19. 悪女／メロディー（1990年9月1日）
20. 真夏の出来事〜ハウスでいかせていただきます〜（1991年10月1日）
21. 春日部慕情／ベサメ・ムーチョ（1992年10月1日）
22. LOVE SONGは いらない／想い出の海（1994年2月25日）
23. パーフェクト・サマータイム（2001年8月8日）
24. 京おんな feat.Miki（2010年11月24日）
25. ビヨンド（2013年11月20日）※タワーレコード限定発売
26. 真夏の出来事〜ナウ・アンド・ゼン（2016年7月20日）
27. Jazz伯母さん/ラスト・ラブ・ソング（2022年5月25日）
28. Tokyo Riddim 1976-1985（2023年7月4日）
29. アーティスト（2023年10月3日）平山みき, 野宮真貴
30. アーティスト/ホットな地球よ（2024年2月14日）平山みき, 野宮真貴

### アルバム
- ビューティフル・アルバム（1971年11月10日）
- 希望の旅（1972年4月25日）
- 熟れた果実（1974年9月1日）
- 魅嬉環劉嬲 -MIKI WORLD-（1979年12月21日）
- 鬼ヶ島（1982年6月21日）
- EMISSION（1984年9月21日）
- CABARET GIRL（1987年8月5日）
- CHESS（1987年11月25日）
- 平山みきのエキゾチカ大魔境（1993年2月25日）
- This is Miki Hirayama（2006年11月10日）
- 恋の気分で -Love and Passion-（2007年10月24日）

### ベストアルバム
- ベスト・ヒット・アルバム（1972年12月）
- ヒット全曲集（1975年11月1日）
- ベスト・コレクション（1986年5月21日）
- オリジナル・ベスト（1987年4月1日）
- ベスト（1991年6月15日）
- アンコール!! ヒットグラフティ（1991年6月21日）
- ベスト・セレクション（1993年9月21日）
- 筒美京平ウルトラ・ベスト・トラックス（1998年1月21日）
- GOLDEN J-POP THE BEST（1998年11月21日）
- DREAM PRICE 1000 真夏の出来事（2001年10月11日）
- コロムビア音得盤（2003年1月1日）
- GOLDEN☆BEST 平山三紀 筒美京平を歌う アンド・モア（2003年7月16日）
- ドーナツ盤メモリー（2006年6月28日）
- エッセンシャル・ベスト（2007年12月19日）
- ビヨンド〜平山みきオール・タイム・ベスト（2013年11月20日）
- トライアングル 筒美京平☆橋本淳☆平山三紀 3人の絆（2022年5月25日）

## カバーされた楽曲
- 真夏の出来事（ヒマラヤ・ミキ（後のやや）＆MODOKEES、シュガー・ビート（ドラマ『キライじゃないぜ』エンディング・テーマ）、白石玉貴（アルバムでも数曲カバーしている）、melody.）
- あなたの来る店（麻倉未稀）※「ぬれたコースター」に改題
- さよならのブルース（小林麻美）
- フレンズ（岡崎友紀、青い三角定規、砂沙美（CV:横山智佐））
- ビューティフル・ヨコハマ（渚ようこ、秋山絵美）
- 真夜中のエンジェル・ベイビー（近田春夫&ハルヲフォン、クレイジーケンバンド、キノコホテル、氣志團）
- やさしい都会（須藤薫）
- 希望の旅（麻丘めぐみ）
- 愛の戯れ（宮本浩次）

## 関連資料
- 近田春夫「“ニュートラっぽさ”が魅力の平山三紀色気あるシティガールの雰囲気なら橋本淳しかない」『定本気分は歌謡曲』、文芸春秋、1998年、ISBN 416354660X、NCID BA39647659。
- 泉麻人『僕の昭和歌謡曲史』、講談社〈講談社文庫〉、2003年、ISBN 4062737094、NCID BA82452507。
- ウルトラ・ヴァイヴ「singers（平山三紀）」『歌謡曲・名曲名盤ガイド : Hotwax presents』1970's ISBN、ウルトラ・ヴァイヴ、シンコーミュージック・エンタテイメント（発売）、2005年、ISBN 9784401751037、NCID BA81702198。
- 馬飼野元宏（監修・編）、真鍋新一（編）「§３　筒美京平の活躍：平山三紀と筒美京平」『昭和歌謡ポップスアルバムガイド : 1959-1979』、シンコーミュージック・エンタテイメント、2015年、ISBN 9784401641420、NCID BB19475762。